# 利雅得帕夏
穆斯塔法·利雅得帕夏（土耳其語：Mustafa Riyaz Paşa，阿拉伯语：‎，1834年—1911年），埃及政治家，曾三次出任埃及总理之职。他的第一个总理任期是从1879年9月21日到1881年9月10日，第二个任期则是从1888年6月9日到1891年5月12日。第三次总理任期从1893年1月17日持续到1894年4月16日。